# Guðnasteinn
De Guðnasteinn is een opvallende rots- en ijsformatie op de Eyjafjallajökull in IJsland.
Het is de op een na hoogste piek op de wand van de drie kilometer brede hoofdkrater boven op de Eyjafjallajökul-vulkaan, die volledig bedekt was met de Eyjafjallajökul-gletsjer.
Het hoogste punt van de kraterwand wordt de Hámundur genoemd en is 1651 meter hoog, de Guðnasteinn-rots, die in het zuiden van de kraterwand ligt, is ongeveer 1500 meter hoog, en het op twee na hoogste punt van de kraterwand met een hoogte van 1497 meter wordt de Goðasteinn genoemd.

## Rol bij de naamgeving van de vulkaanuitbarsting in 2010
De tweede uitbarsting van de Eyjafjallajökull-vulkaan in 2010 vond binnenin deze drie kilometer brede hoofdkrater plaats. De kolom van opgestuwde asdeeltjes, stoom en afkoelende brokken lava, was aan zijn basis slechts een stuk minder dan kilometer breed. De uitbarsting vond plaats binnenin de hoofdkrater tegen de kant waar de Guðnasteinn-rots de kraterwand vormt.
Hierdoor is deze uitbarsting -om te differentiëren met de eerste niet-explosieve uitbarsting aan de oostflank van de Eyafjallajökull- soms als 'uitbarsting bij de Guðnasteinn' benoemd geweest.
Op dezelfde manier als de eerste uitbarsting in 2010 de 'Fimmvörðuháls-uitbarsting' genoemd is geweest naar de naam van de bergpas (Fimmvörðuháls) die de oostflank van de Eyjafjallajökull-vulkaan verbindt met de Katla-vulkaan.
Dit zorgde wel voor de verwarring dat in sommige media 'uitbarsting bij de Guðnasteinn' veranderd werd in 'uitbarsting van de Guðnasteinn', in de veronderstelling dat de benaming Eyjafjallajökull enkel werd gebruikt voor de gletsjer op de Eyjafjallajökull-vulkaan, en de Guðnasteinn dus de naam van de vulkaan zou zijn.
Guðnasteinn is echter enkel de naam van de rots- en ijsformatie en niet een naam van een vulkaan.

## Herkomst naam en voorkomen in IJslandse legende
De naam Guðnasteinn komt van een samentrekking van de IJslandse voornaam Guðni en het woordje 'steinn' wat rots betekent. Of kort gezegd Guðni's Rots.
Volgens een legende was er in IJsland ooit een man genaamd Rútur, die leefde in de grot Rútshellir. Drie van zijn slaven probeerden hem met een speer te vermoorden, maar dat plan mislukte. Hij achtervolgde de slaven (die Sebbi, Högni en Guðni heetten) en doodde ze alle drie. De plaats waar Guðni het leven liet heet nu Guðnasteinn of Guðni's Rots.